# Axel Schaumann
Axel Schaumann (* 4. Juli 1961 in Stuttgart) ist ein ehemaliger deutscher Hürdenläufer, der sich auf die 110-Meter-Distanz spezialisiert hatte.

## Werdegang
Schaumann entstammt einer Sportlerfamilie. Sein Vater Walter Schaumann war in den 1950er-Jahren mehrfach württembergischer Weitsprungmeister und später Autorennfahrer, der jedoch bei einem Rennen später ein Bein verlor.
Bei den Leichtathletik-Halleneuropameisterschaften wurde Schaumann 1982 in Mailand und 1983 in Budapest jeweils Vierter über 60 m Hürden. Bei den Leichtathletik-Weltmeisterschaften 1983 in Helsinki schied er im Vorlauf aus.
Bei den Deutschen Meisterschaften 1983 in Bremen wurde er Deutscher Meister über die 110 m Hürden, nachdem er im Jahr zuvor in München bereits Bronze gewonnen hatte. In der Halle wurde er von 1982 bis 1984 dreimal in Folge Deutscher Meister. Schaumann startete bis 1983 für die LG Kappelberg, danach für den MTV Stuttgart.
Nach seiner aktiven Sportlerzeit studierte er Wirtschaftswissenschaften an der Universität Hohenheim und arbeitete im dortigen Marketingclub. Nach dem Studium arbeitete er im Bereich Unternehmensberatung, bei einer Investment Bank, im Venture Capital-Geschäft und war als Vorstand eines Unternehmens im Telekommunikationsbereich tätig. Im Anschluss machte er sich als Berater selbstständig.
Auch während seiner Berufszeit betrieb Schaumann im Seniorenbereich Leichtathletik beim MTV Stuttgart. So startete er bis 2011 im 100-Meter-Lauf.

## Persönliche Bestzeiten
- 60 m Hürden (Halle): 7,64 s, 6. März 1983, Budapest
- 110 m Hürden: 13,73 s, 8. Juni 1983, Berlin
- 200 m: 21,31 s, 5. September 1982, Pliezhausen